# 旅団戦闘団
旅団戦闘団（りょだんせんとうだん、brigade combat team：BCT）は、アメリカ陸軍の基本となる展開可能な部隊単位である。常設の諸兵科連合部隊であり、戦闘兵科の1個機動旅団と、それに付属する支援部隊と砲兵部隊により構成される。
通常、指揮官は大佐（O-6）であるが、稀に准将（O-7）が補せられることもある。旅団戦闘団は、親師団から離れて作戦を継続するのに必要な支援部隊を伴っており、以前は師団砲兵（DIVARTY）から受けなければならなかった組織的な砲兵支援を行う部隊も含んでいる。

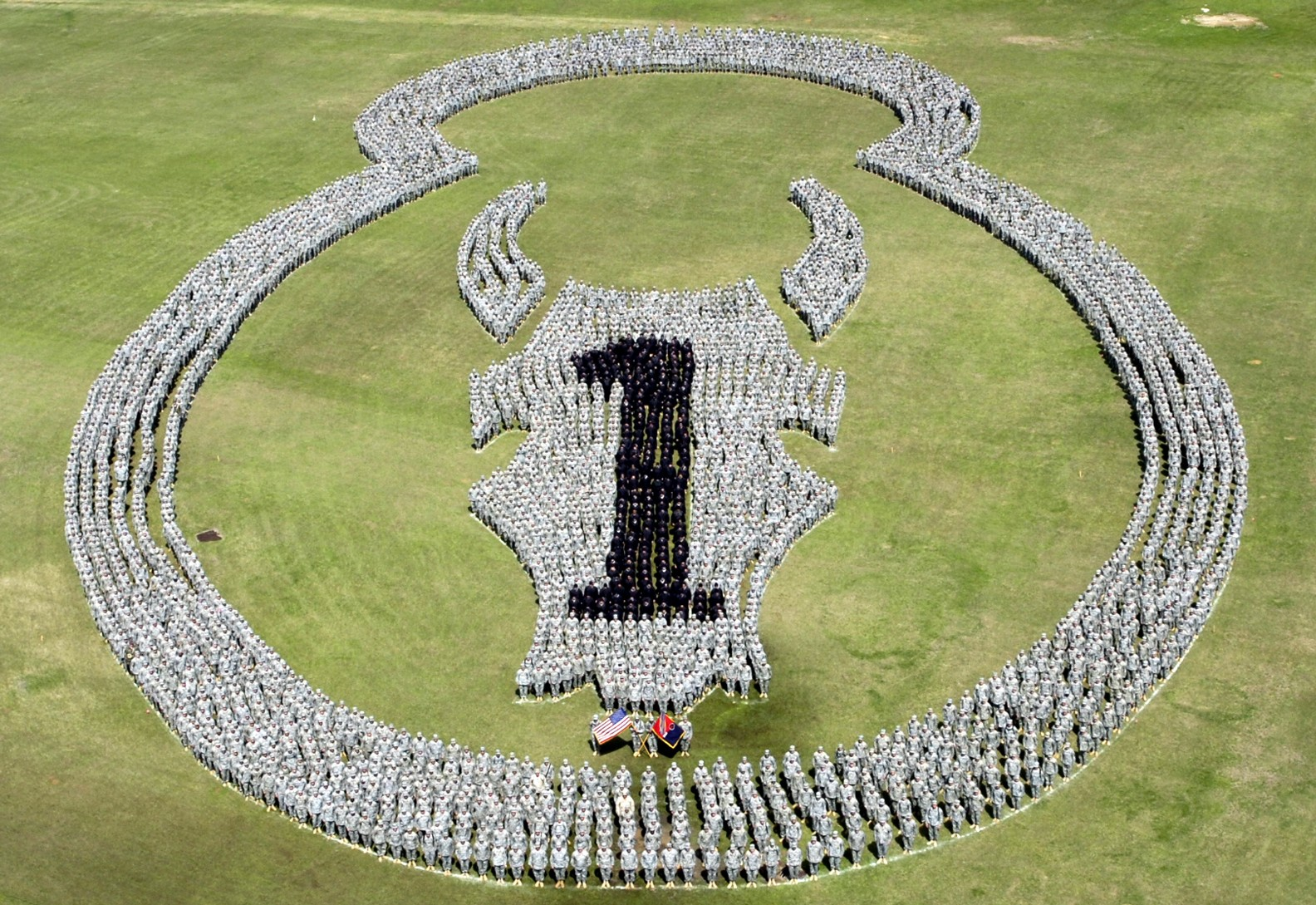
第34歩兵師団第1旅団戦闘団の4,000名以上の将兵たち。

## 概要
旅団戦闘団は2000年代からの米軍再編計画のもとで採択された新しい戦闘単位である。米陸軍再編では指揮統制の迅速化と戦力投入の効率化のため、従来採用されてきた旅団－師団－軍団－軍という4段階の指揮系統が見直され、UEy‐UEx‐UAとして再構築された。このうち戦術階梯における実戦部隊であり、またもっとも小規模な戦力単位でもあるUA（Unit of Action）を具体化したのが旅団戦闘団（BCT: Brigade Combat Team）であった。
旅団戦闘団は一見すると既存の旅団と大差ないように見えるが、米軍全体の再編制に伴って大きな変化を遂げている。従来のアメリカ陸軍旅団は典型的な師団内の旅団であり、諸兵科連合作戦を遂行する能力はなく、また各種の後方支援部隊などをほとんど持たなかった。そのため、旅団単独で海外に派遣されることはなく、部隊を動かす際には戦力を逐次抽出して戦闘団を編成するか、あるいは師団全体を動かすしかなかった。これは、軍政上の都合で連隊制度を廃止した後、同等の機能を持った単位が必要とされたため、旅団に肩代わりさせざるを得なかったからである。
これに対し旅団戦闘団（BCT）には、編制内に諸兵科連合能力と最低限の後方支援能力が与えられることにより、最低限の追加部隊の配属のみで海外へも派遣しうるようになった。これらのBCTは小規模の師団の扱いとなり、親部隊から独立しての活動が可能となり、一方ではBCTに所属する兵士たちは3年間留まることになった。このことが準備態勢を補強して部隊の団結を高めた。
なお、アメリカ国防総省が2010年2月1日に発表したQDRでは陸軍全体で73個の旅団戦闘団（現役45個、予備役28個）を維持することとなっている。その内訳は40個歩兵旅団戦闘団（現役20個、予備役20個）、8個ストライカー旅団戦闘団（現役7個、予備役1個）、25個機甲旅団戦闘団（現役18個、予備役7個）とされている。その後現役機甲旅団戦闘団17個、現役ストライカー旅団戦闘団8個に変更された。
2013年6月25日に旅団戦闘団の現役部隊を45個から33個に2017年9月末までに削減することが発表された。ストライカー旅団戦闘団8個は不変だが、機甲旅団戦闘団が17個から11個、歩兵旅団戦闘団（軽歩兵）は10個から6個、歩兵旅団戦闘団（空挺）は6個から5個、歩兵旅団戦闘団（空中強襲）は4個から3個に削減される。但し、戦力の低下を最小限に止める為、機甲旅団戦闘団と歩兵旅団戦闘団の編成を変更し、隷下の戦闘部隊を2個大隊から3個大隊に増やした（ストライカー旅団戦闘団は従来より3個大隊）。

## 歩兵旅団戦闘団
歩兵旅団戦闘団（Infantry Brigade Combat Team: IBCT）は、ハンヴィー（HMMWV、High Mobility Multipurpose Wheeled Vehicle、高機動多用途装輪車両）で移動し戦闘時には降車する機動歩兵の大隊に基づいて編制としたものである。それぞれの旅団の形式（軽歩兵、空中強襲、又は空挺）も同じ編制を持つ予定である。各歩兵旅団は、それらが正式に空中強襲旅団として指定されようと否とに関わらず空中強襲作戦能力を備える。
歩兵BCTは、3個歩兵大隊と、騎兵、野戦砲兵、旅団工兵、旅団支援の各1個大隊の計7個大隊より構成される。総兵力は2014年現在4,413名。

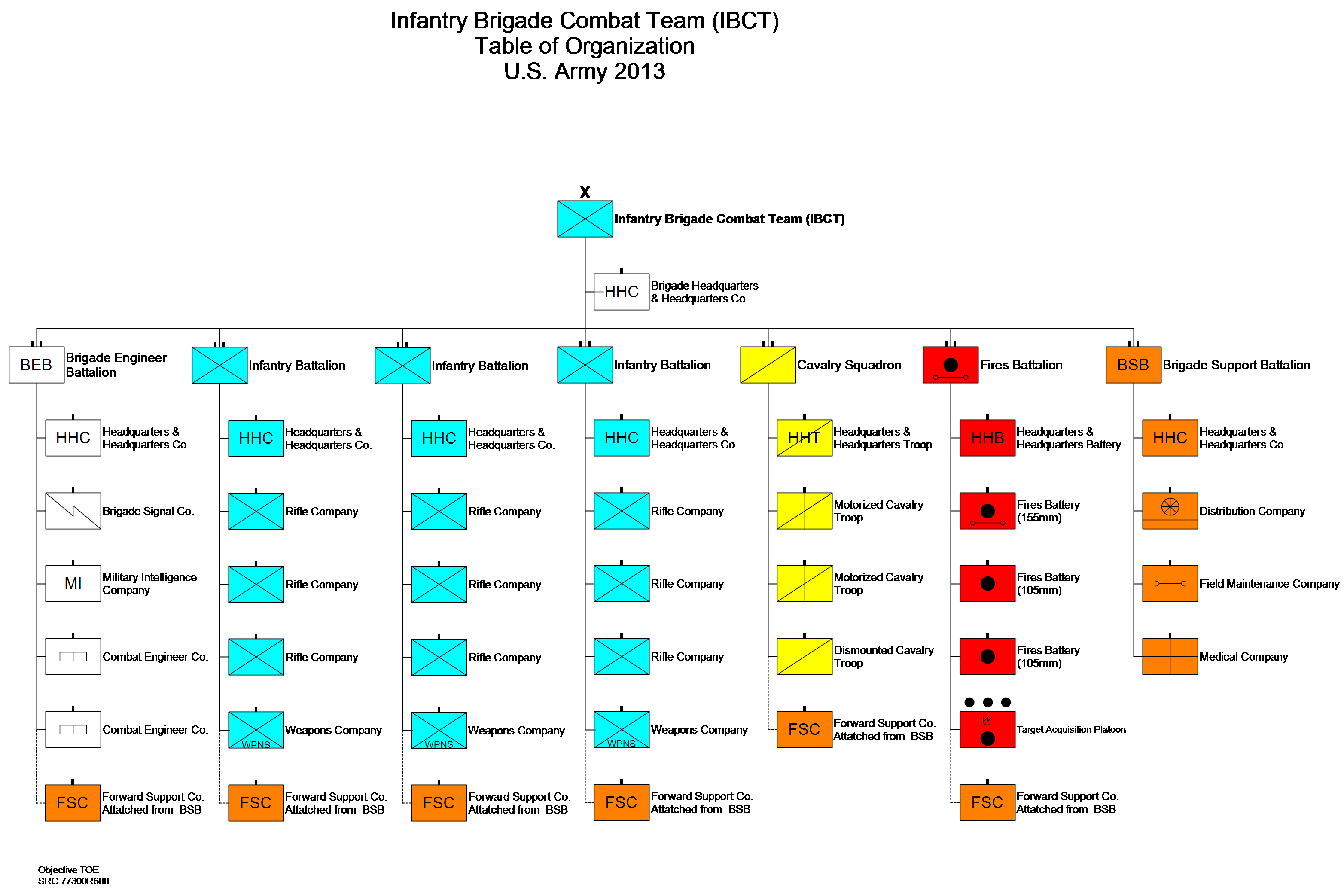
アメリカ陸軍 歩兵旅団戦闘団の編制図

### 歩兵大隊
- 大隊本部
- 本部中隊
- 小銃中隊 ×3
- 重火器中隊

各IBCTは3つの歩兵大隊から構成される。これら3つの大隊は、それぞれが650名ほどの人員で構成され、旅団の主な作戦行動要素となる。

### RSTA騎兵大隊
RSTA（Reconnaissance, Surveillance, and Target Acquisition: 偵察・捜索・目標捕捉）騎兵大隊は、各種の偵察および威力偵察任務を遂行する。また、これらの部隊はBGM-71 TOW対戦車ミサイルを有しており、主力の掩護に用いられることもある。
- 大隊本部
- 騎兵本部中隊
- 機動偵察騎兵中隊 （HMMWVによる） ×2
- 降車騎兵中隊

### 野戦砲兵大隊
- 大隊本部
- 本部中隊
- 105mm牽引野戦砲兵中隊 ×2（M119榴弾砲6門を装備）
- 155mm牽引野戦砲兵中隊 ×1（M777榴弾砲6門を装備）
- 目標捕捉小隊

### 旅団工兵大隊
- 大隊本部
- 本部中隊
- 戦闘工兵中隊　×2
- 通信ネットワーク支援中隊
- 軍事情報中隊
- 前方支援中隊

### 旅団支援大隊
- 大隊本部
- 本部中隊
- 補給中隊
- 野戦整備中隊
- 医療中隊
  - 本部小隊
  - 治療小隊
  - 救急ヘリコプター小隊
- 前方支援中隊（歩兵）×3
- 前方支援中隊（偵察）
- 前方支援中隊（工兵）
- 前方支援中隊（野戦砲兵）

## 機甲旅団戦闘団
この機甲旅団戦闘団（Armored Brigade Combat Team: ABCT）は陸軍の主要な機甲戦力である。これは、M1エイブラムス戦車とM2ブラッドレー歩兵戦闘車を含む諸兵科連合大隊（Combined Arms Battalion）を中心とした編制となっている。
機甲旅団戦闘団は、3個諸兵科連合大隊と、騎兵（RSTA）、野戦砲兵、旅団工兵、旅団支援各1個大隊の計7個大隊により構成される。2014年現在の総兵力は4,743名。機甲旅団戦闘団は2012年前半に重旅団戦闘団（Heavy Brigade Combat Team: HBCT）から改称された。

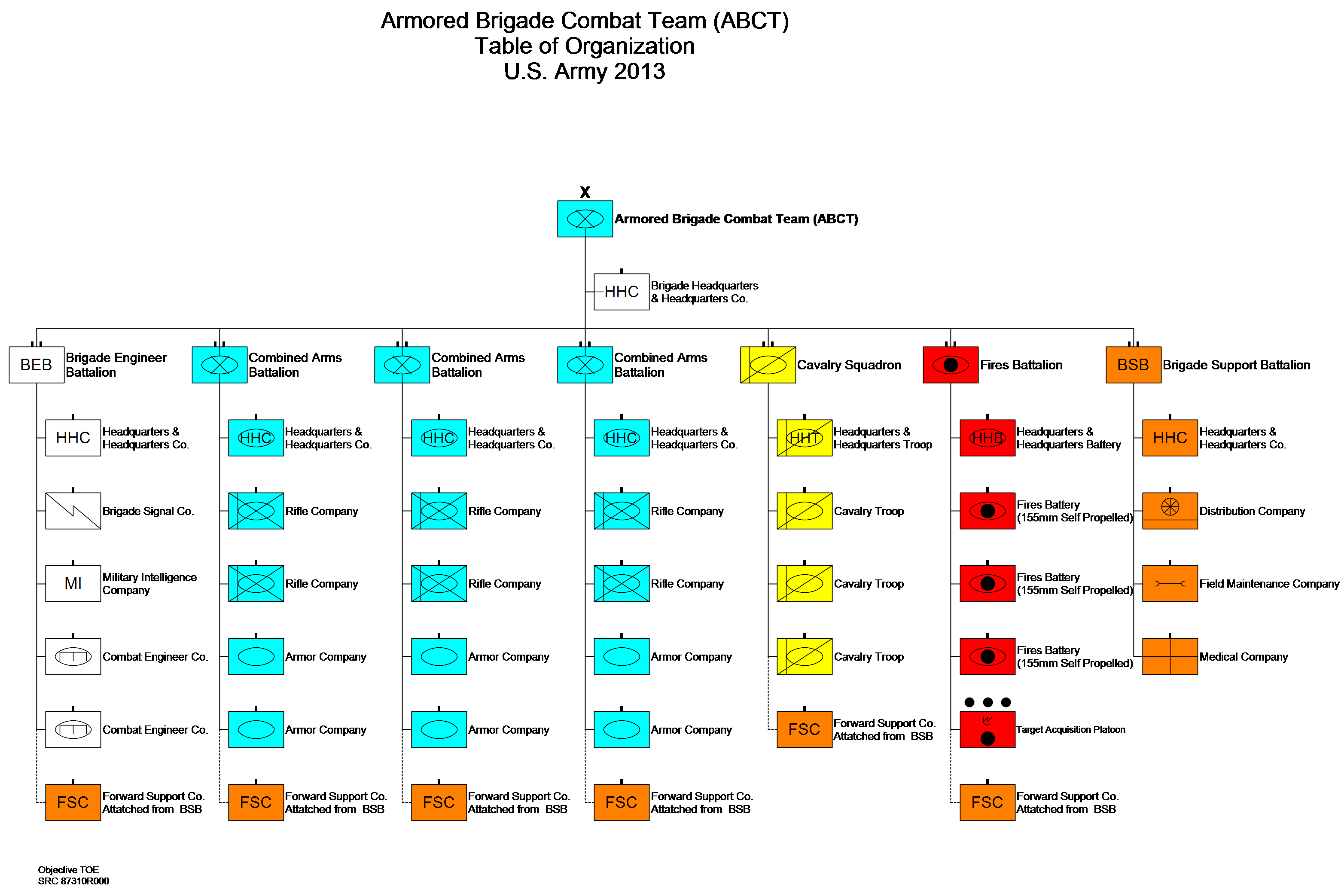
アメリカ陸軍 機甲旅団戦闘団の編制図

### 諸兵科連合大隊
- 大隊本部
- 本部中隊
- 戦車中隊 ×2
- 機械化歩兵中隊 ×2

各ABCTは3つの諸兵科連合大隊から構成される。

### 機甲偵察騎兵大隊
- 大隊本部
- 騎兵本部中隊
- 偵察騎兵中隊 ×3

### 野戦砲兵大隊
- 大隊本部
- 砲兵本部中隊
- 155mm自走砲兵中隊　×3（M109A6パラディン6門を装備）
- 目標捕捉小隊

### 旅団工兵大隊
- 大隊本部
- 本部中隊
- 軍事情報中隊
- 通信ネットワーク支援中隊
- 戦闘工兵中隊 ×2

### 旅団支援大隊
- 大隊本部
- 本部中隊
- 補給中隊
- 野戦整備中隊
- 医療中隊
  - 本部小隊
  - 治療小隊
  - 救急ヘリコプター小隊
- 前方支援中隊（諸兵科連合）×3
- 前方支援中隊（偵察）
- 前方支援中隊（野戦砲兵）
- 前方支援中隊（戦闘工兵）

## ストライカー旅団戦闘団
ストライカー旅団戦闘団（Stryker Brigade Combat Team: SBCT）は、完全に新たなストライカー装輪装甲車両を中心として計画された。このストライカー旅団は、歩兵旅団戦闘団や機甲旅団戦闘団と異なった編制になっている。
ストライカー旅団戦闘団は3個ストライカー歩兵大隊と騎兵大隊、野戦砲兵大隊、旅団支援大隊、旅団工兵大隊が各1個大隊ずつの7個大隊と、1個旅団司令部と司令部中隊より構成されている。2014年4月現在の総兵力は約4,500名で300台以上の各種ストライカー装甲車を保有する。

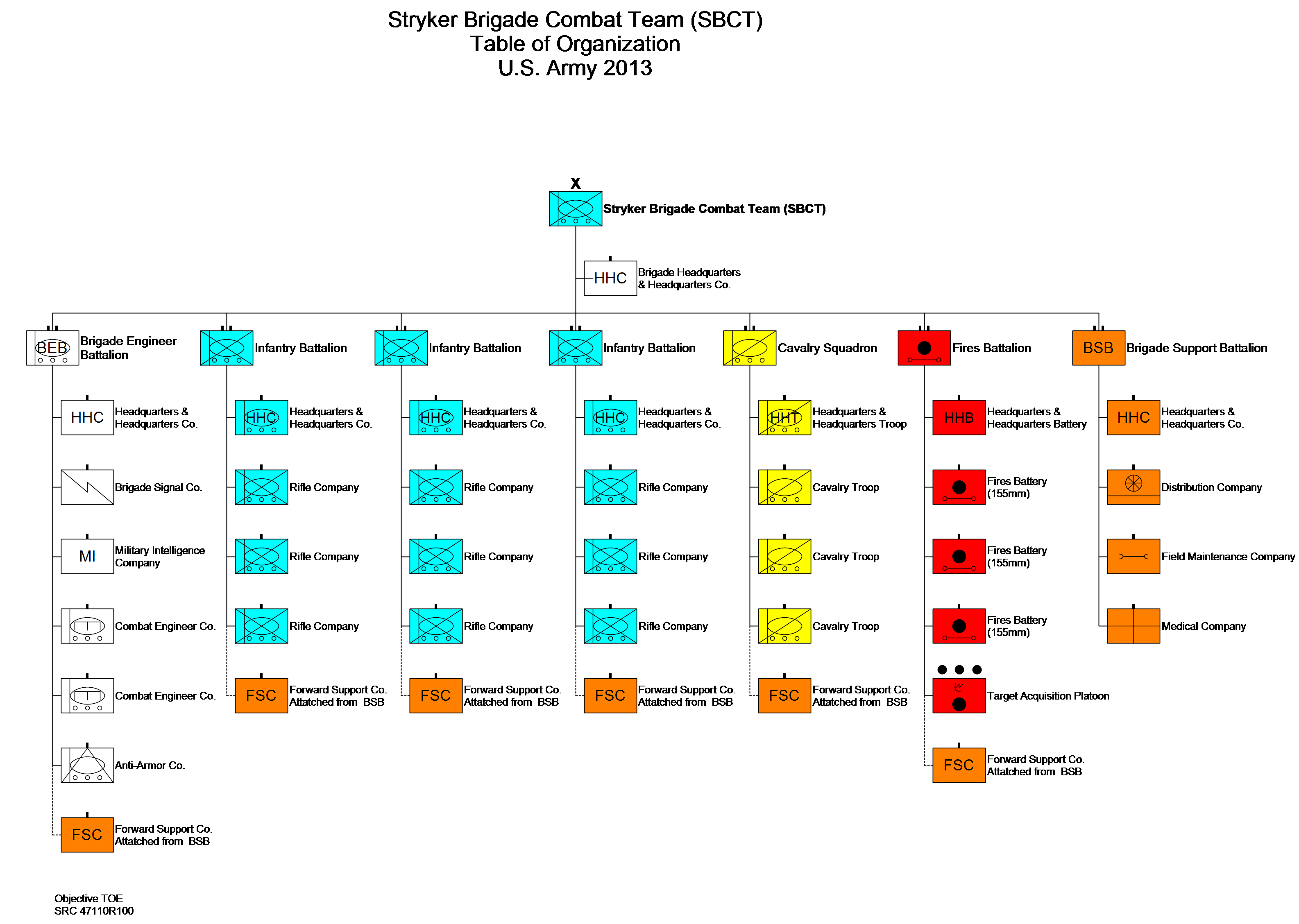
アメリカ陸軍 ストライカー旅団戦闘団の編制図

### 歩兵大隊（ストライカー）
- 大隊本部および本部中隊（HHC: Headquarters and Headquarters Company）
- 歩兵中隊（ストライカー）x3

各SBCTは3個歩兵大隊（ストライカー）から構成される。

### 偵察大隊
- 大隊本部および本部中隊
- 3個乗車偵察中隊（ストライカー）

### 野戦砲兵大隊
- 大隊本部および本部中隊
- 155mm牽引野戦砲兵中隊×3（M777×6門）
- 目標捕捉班
- WLRS班
- 気象班
- 測量部門班
- 対砲兵戦班

### 旅団支援大隊
- 大隊本部
- 本部中隊
- 補給中隊
- 野戦整備中隊
- 医療中隊
- 前方支援中隊（歩兵大隊向け）×3
- 前方支援中隊（偵察大隊向け）
- 前方支援中隊（野戦砲兵大隊向け）
- 前方支援中隊（工兵大隊向け）

### 旅団工兵大隊
- 大隊本部
- 本部中隊
- 軍事情報中隊
- 通信中隊
- 工兵中隊　x2
- 対戦車中隊